# 華都酒店

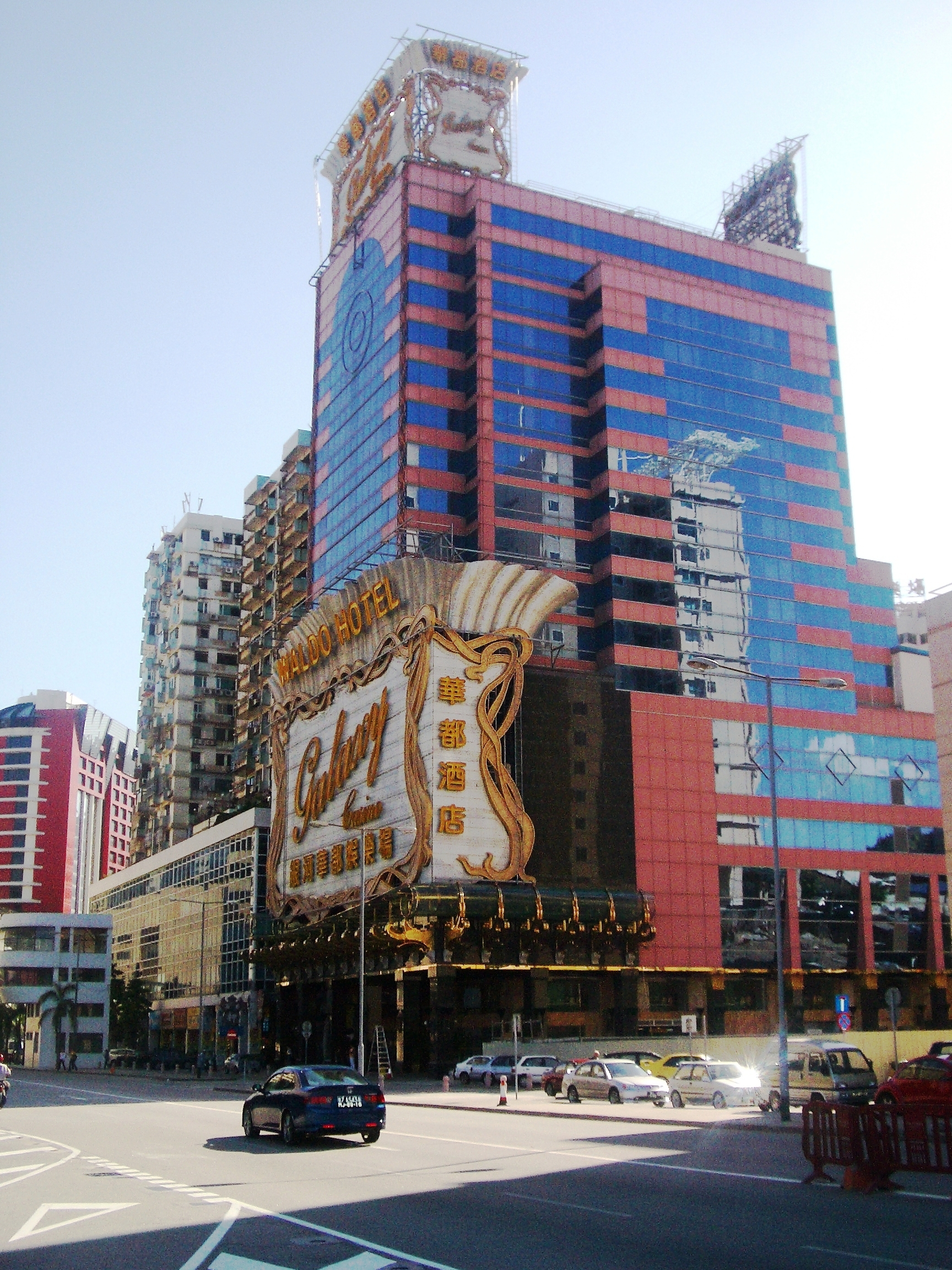
翻新前的澳門華都酒店

華都酒店（Hotel Waldo）位於澳門友誼大馬路，原為爛尾商業樓宇「華都商業大廈」，後改建成賭場酒店。酒店內設銀河華都娛樂場，是銀河娛樂場股份有限公司首家營運項目。

## 酒店交通配套
華都酒店設有來往酒店與港澳碼頭的接駁專巴服務。